# Daniela Wanne
Daniela Wanne (* 11. Mai 1994 in Backa, Schweden als Daniela Gustin) ist eine ehemalige schwedische Handballspielerin, die für die schwedische Nationalmannschaft auflief.

## Karriere
Wanne begann das Handballspielen beim schwedischen Verein Backa HK. Die damalige Jugend-Nationalspielerin wechselte 2011 zum schwedischen Zweitligisten Kärra HF, mit dem sie ein Jahr später in die Elitserien aufstieg. Nachdem ihr Freund Hampus Wanne zum deutschen Bundesligisten SG Flensburg-Handewitt wechselte, schloss sich die Außenspielerin 2013 dem deutschen Zweitligisten TSV Nord Harrislee an.
Wanne erzielte in der Saison 2013/14 insgesamt 106 Treffer für Harrislee. Anschließend unterschrieb sie einen Vertrag beim deutschen Bundesligisten Füchse Berlin. In der Saison 2015/16 belegte sie mit 161 Treffern den fünften Platz in der Torschützenliste der Bundesliga. Ab dem Sommer 2016 lief sie für den dänischen Erstligisten Randers HK auf. Mit Randers gewann sie 2016 den dänischen Pokal. In der Saison 2018/19 spielte sie beim deutschen Verein SG BBM Bietigheim. 2019 gewann sie mit Bietigheim die deutsche Meisterschaft. Anschließend wechselte Wanne zum dänischen Erstligisten Horsens HK. Zur Saison 2021/22 wechselte Wanne zum dänischen Zweitligisten SønderjyskE Håndbold. Nach der Spielzeit 2021/22 beendete sie ihre Karriere.
Daniela Wanne gab am 7. Oktober 2016 ihr Debüt für die schwedische Nationalmannschaft. Die Linkshänderin bestritt 32 Partien für Schweden, in denen sie 67 Treffer erzielte. Bei der Europameisterschaft 2018 erlitt sie einen Kreuzbandriss.

## Sonstiges
Daniela Wanne ist mit dem schwedischen Handballspieler Hampus Wanne verheiratet. Mit ihm hat sie einen gemeinsamen Sohn.